# Товар, Антонио
Антонио Товар Льоренте (исп. Antonio Tovar Llorente; 17 мая 1911, Вальядолид — 13 декабря 1984, Мадрид) — испанский филолог, лингвист и историк, специалист по палеоиспанским и баскскому языкам, а также языкам индейцев. В годы гражданской войны в Испании — политический журналист на стороне франкистов.

## Биография
Сын нотариуса. Детство провёл в Стране Басков и в Вильене, где рано выучил баскский язык и валенсианский диалект каталанского языка. Изучал право в Университете Марии Кристины в Эль-Эскориале, историю в Вальядолидском университете и классическую филологию в Мадридском университете, Сорбонне и Берлинском университете. В годы учёбы возглавлял Студенческую университетскую ассоциацию, поддерживавшую республиканцев, однако с началом Гражданской войны под влиянием своего друга, поэта Дионисио Ридруэхо перешёл на сторону фалангистов и стал одним из ответственных работников по пропаганде в правительстве провинции Бургос. Был назначен руководителем Национального радио Испании, которое вещало из Саламанки с 1938 года. После того, как Ридруэхо получил должность национального шефа пропаганды, Товар возглавил в министерстве пропаганды отдел радиовещания. Вместе с Р. Серрано Суньером несколько раз посещал Германию, где один раз даже участвовал во встрече с Гитлером.
Постепенно Товар всё больше разочаровывался во франкизме. После того, как Ридруэхо в 1942 году порвал с франкизмом, Товар также ушёл из политики и возглавил кафедру латинского языка в Университете Саламанки, ректором которого он стал в начале 1950-х гг. Во время своего ректората организовал пышное празднование 700-й годовщины основания университета с шествием в национальных костюмах по улицам Саламанки.
В 1954 году добился возвращения Саламанкскому университету права присваивать докторские степени, которое со времён наполеоновских войн оставалось исключительной привилегией Мадридского университета, а также богатых библиотечных фондов, которые были вывезены наполеоновскими войсками и хранились в королевском дворце Мадрида. Опубликовал ряд исследований по палеоиспанским языкам, в которых продолжил изучение памятников иберского письма, дешифрованного в 1930-е годы М. Гомесом-Морено. Создал в середине 1950-х годов первую в Испании кафедру баскского языка и литературы (что было сложно, учитывая нетерпимость Франко к баскскому национальному движению и его политику, направленную на ассимиляцию баскского народа), и пригласил туда в качестве преподавателя известного баскского диссидента Кольдо Мичелену. Вместе с последним критиковал гипотезу о родстве между баскским и иберским языками.
Хотя официально Товар оставался в должности ректора до 1963 года, однако незадолго до этого был вынужден эмигрировать из Испании по причине политических разногласий с диктатором Франко.
Также краткое время был профессором аргентинских университетов в Буэнос-Айресе (1948—1949) и в Тукумане (1958—1959), где занимался изучением аборигенных языков Аргентины и создал собственную научную школу.
В 1963—1965 преподавал на кафедре классических языков Иллинойсского университета. В 1965 г. приглашён на кафедру латинского языка Университета Комплутенсе в Мадриде, что дало ему легальную возможность вернуться в Испанию. Вскоре после его возвращения в университете вспыхнул студенческий бунт. Когда его зачинщики были отчислены, Товар в знак солидарности с ними тоже ушёл в отставку и уехал в США, где находился до 1967 года, когда его пригласили на кафедру сравнительной лингвистики Тюбингенского университета, где он и работал вплоть до ухода на пенсию в 1979 году.
Помимо научной работы, выступал как литературный критик в журнале Gaceta Ilustrada.
Был членом Королевской академии Испании и Королевской академии баскского языка.
В честь Товара названа одна из улиц в центре Саламанки. Звание почётного доктора ему присвоили Университет Буэнос-Айреса, Мюнхенский университет, Дублинский университет и Университет Севильи.

## Избранный список публикаций
- En el primer giro (estudio sobre la Antigüedad), Madrid, Espasa Calpe, 1941.
- Vida de Sócrates, Madrid, Revista de Occidente, 1947 (varias reeds.).
- Estudios sobre las primitivas lenguas hispánicas, Buenos Aires, Instituto de Filología, 1949.
- La lengua vasca, San Sebastián, Biblioteca Vascongada de los Amigos del País, 1950.
- Los hechos políticos en Platón y Aristóteles, Buenos Aires, Perrot, 1954.
- Un libro sobre Platón, Madrid, Espasa Calpe, 1956 (reeds.).
- The ancient languages of Spain and Portugal, New York, S.F.Vanni, 1961 (versión en inglés de la de 1949).
- Historia de Grecia (con M. Sánchez Ruipérez), Barcelona, Montaner y Simón, 1963 (varias reeds.).
- Historia del antiguo Oriente, Barcelona, Montaner y Simón, 1963 (varias reeds.).
- Estudios sobre la España Antigua (con Julio Caro Baroja, Madrid : CSIC-Fundación Pastor, 1971.
- Historia de la Hispania Romana: La Península Ibérica desde 218 a. C. hasta el siglo V (con J. M. Blázquez), Madrid, Alianza, 1975 (varias reeds.).
- Bosquejo de un mapa tipológico de las lenguas de América del Sur, Bogotá, Instituto Caro y Cuervo, 1961.
- Universidad y educación de masas (ensayo sobre el porvenir de España), Barcelona, Ariel, 1968.
- Sprachen und Inschriften. Studien zum Mykenischen, Lateinischen und Hispanokeltischen, Amsterdam, B.R.Grüner, 1973.
- Iberische Landeskunde. Zweiter Teil. Die Völker und die Städte des antiken Hispanien (continuación del Iberische Landeskunde de Adolf Schulten), 3 vols.: Bética (1974), Lusitania (1976), Tarraconense (1989, póstuma).
- Einführung in die Sprachgeschichte der Iberischen Halbinsel: Das heutige Spanisch und seine historischen Grundlagen, Tübingen, TBL-Verlag Narr, 1977 (varias reeds.).
- Mitología e ideología sobre la lengua vasca: Historia de los estudios sobre ella, Madrid, Alianza, 1980 (reed. 2007).
- Relatos y diálogos de Los Matacos (chaco argentino occidental). Seguidos de una gramática de su lengua, Madrid, Int. Cultura Hispánica, 1981.
- Catálogo de las lenguas de América del Sur: con clasificaciones, indicaciones tipológicas, bibliografía y mapas (con su esposa, Consuelo Larrucea de Tovar), Madrid, Gredos, 1984.
- Diccionario etimológico vasco (con Manuel Agud), Donostia, Gipuzkoako Foru Aldundia, 1991 y 1992.